# Актобе (Жуалынский район)
Актобе (каз. Ақтөбе, до 1992 года — Новопокровка) — аул в Жуалынском районе Жамбылской области Казахстана. Входит в состав Кызыларыкского сельского округа. Код КАТО — 314257200.

## Население
В 1999 году население аула составляло 626 человек (319 мужчин и 307 женщин). По данным переписи 2009 года, в ауле проживало 839 человек (396 мужчин и 443 женщины).